# Stigmaphyllon dichotomum
Stigmaphyllon dichotomum là một loài thực vật có hoa trong họ Malpighiaceae. Loài này được (L.) Griseb. miêu tả khoa học đầu tiên năm 1839.